# Светосавска недеља
Светосавска недеља је духовна, културно-образовна манифестација у част српском просветитељу Светом Сави, која се сваке године у јануару одржава у Врању. 
Врање је први град у Србији који је пре две деценије почео са обележавањем Светосавске недеље и афирмацијом вредности колектива и појединаца у основном образовању. Ова манифестација садржи више елемената као што су изложба слика, скулптура, икона везаних за православље, књижевно вече посвећено деци, вече духовне музике и изворне српске музике, позоришне представе, вече рецитатора литералних и ликовних радова Светом Сави у част, духовна академија Православне епархије врањске и додела награда најуспешнијим појединцима и установама у области васпитно-образовног рада.